# 髙橋桂治
髙橋桂治（たかはし けいじ、1944年 - ）は、日本の実業家。小松川信用金庫会長、元 理事長。

## 人物・経歴
1944年山形県高畠町生まれ。1977年3月千葉商科大学商経学部卒業。同年4月小松川信用金庫入庫。1993年市川南支店支店長、2012年常務理事、2016年理事長、2024年6月非常勤理事会長就任。